# جوزيف نقاش
يوسف / جوزيف «جو» نقاش (بالعبرية: ג'ו נקש‏) هو رجل أعمال إسرائيلي أمريكي من أصل سوري يهودي، كما انه مستثمر عقاري، ومؤسس لشركة Jordache Enterprises. وتقدر ثروة جوزيف واخواته ب ملياري دولار.

## سيرته
ولد نقاش في تل أبيب بإسرائيل لعائلة سورية فقيرة، في عام 1962، هاجر إلى مدينة نيويورك  حيث عمل صبيًا ووفر ما يكفي من المال لجلب أخويه رافائيل (رالف) وأبراهام (آفي) إلى الولايات المتحدة في عام 1966. 

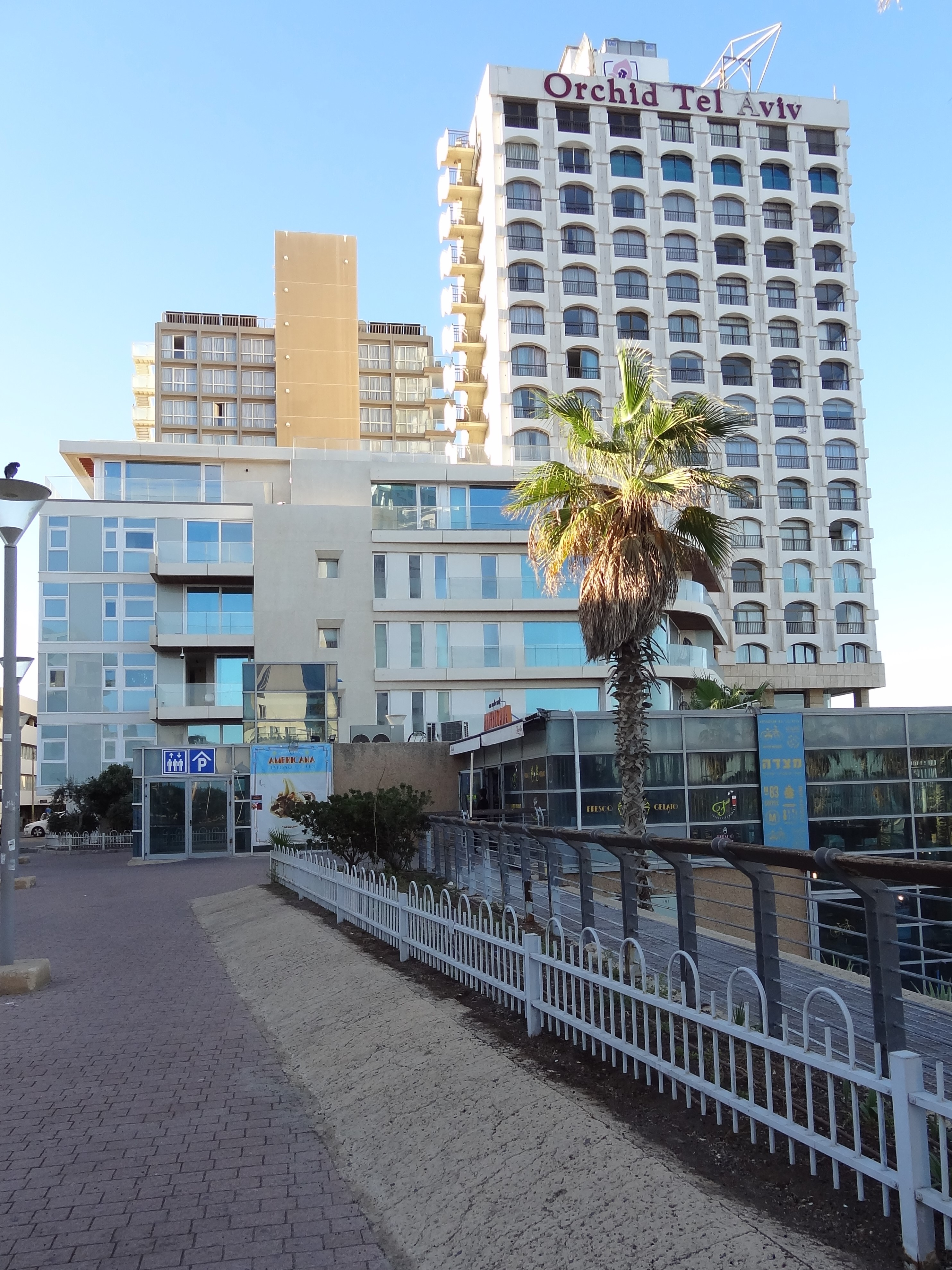
فندق بارك بلازا أوركيد

باستخدام الأرباح من أعمالهم في مجال الملابس، قاموت عائلة النقاش باأستثمار في البنوك والعقارات بشكل أساسي في نيويورك وميامي ونيوجيرسي وإسرائيل. كما اشترى نقاش شركة أركيا، وهي شركة طيران تطير بين إسرائيل وأوروبا.  في عام 2004، اشترى الأخوان شركة AMPA Real Estate of Israel وتوسعوا ليشملوا شراء الفنادق وتطوير المشاريع السكنية في إسرائيل.   يمتلكون فندق Park Plaza Orchid في تل أبيب ومنتجع Kineret Orchid Vacation Resort على بحر الجليل. 

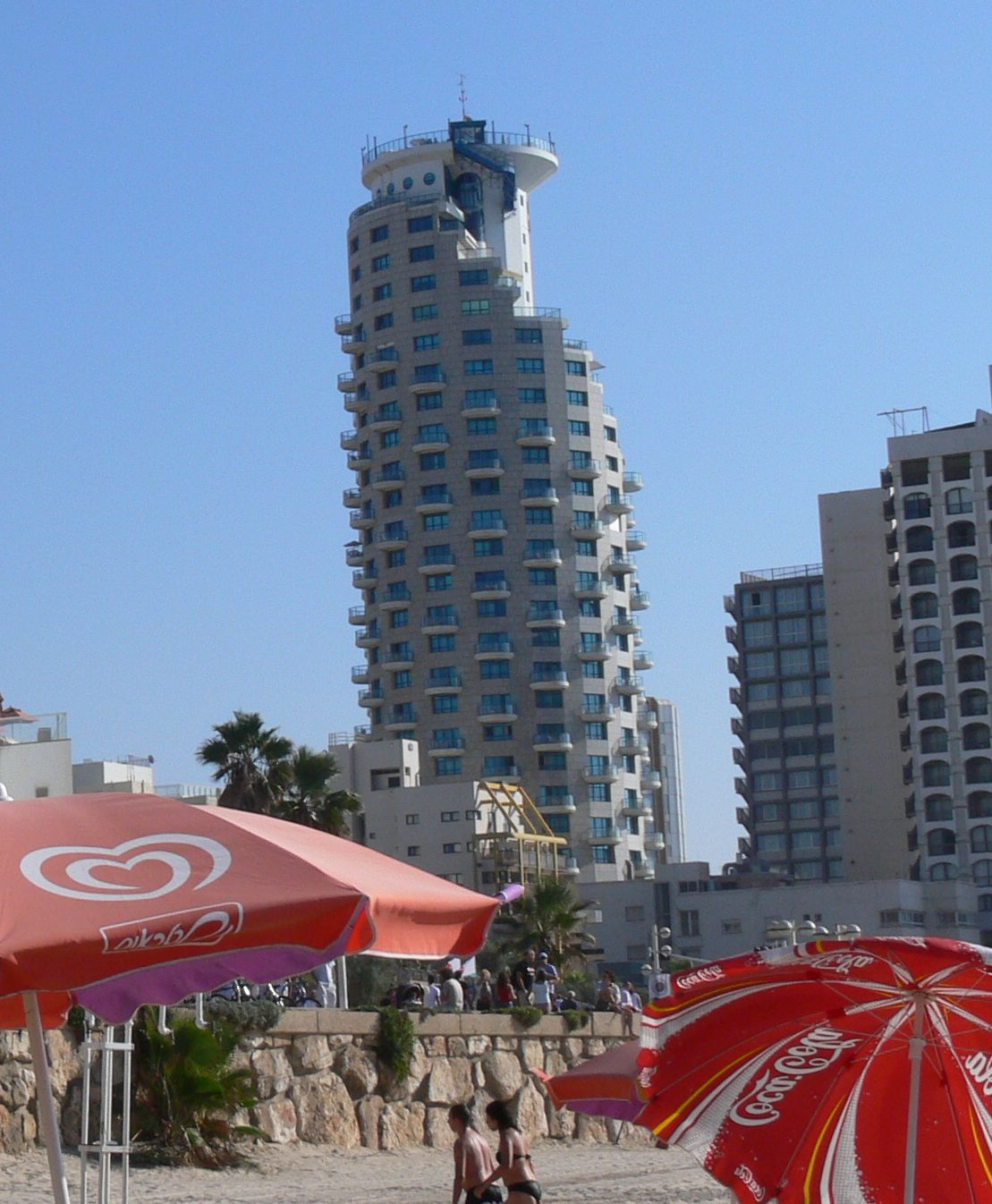
برج إسروتيل الذي استحوذت عليه عائلة النقاش

في عام 2006، استثمروا في الزراعة الإسرائيلية لإنشاء معصرة زيت مقابل 2 دولار مليون دولار بالشراكة مع كيبوتس رفيفيم الذي ينتج زيت الزيتون تحت ماركة Halutza ؛ استثمرت النقابات حوالي 5.5 دولار مليون في بساتين الزيتون وإنتاج زيت الزيتون وكروم العنب.  في عام 2013، اشترت عائلة النقاش من خلال شركتها الأستثمارية نقاش القابضة مبنى للمكاتب في واشنطن العاصمة مقابل 100 مليون دولار. في عام 2013، أنها اشترت عائلة النقاش قصر فيرساتشي في ميامي بيتش مع ايلي الجندي (من عائلة الجندي الذي أسس سلسلة متاجر Century 21)  حيث تملك عائلة النقاش خمسة فنادق.  في أبريل 2013، اشترت العائلة  عبر شركة الشحن Papo Shipping Company - الحق الحصري في تشغيل ميناء إيلات في إسرائيل  لمدة 15 عامًا.  في أبريل 2013، اشترى هو وأخوته برج إسروتيل (Isrotel) في تل أبيب مقابل 150 مليون دولار. 

## الحياة الشخصية
نقاش يمارس اليهودية.  يعتبر بطريرك آل نقاش. 

## اقرأ أيضا
- اليهود السوريون
- تاريخ اليهود في سوريا
- أمريكيون سوريون
- عرب أمريكا